# Maha Oya
El Maha Oya és un riu important de la província de Sabaragamuwa a Sri Lanka. Mesura aproximadament 134 km (83 mi) km de longitud. Corre a través de quatre províncies i cinc districtes. Maha Oya té 14 xarxes de subministrament d'aigua per servir les necessitats d'aigua de més d'un milió de persones.
La seva àrea de captació rep aproximadament 3644 milions de metres cúbics de pluja per any, i aproximadament 34 per cent de l'aigua assoleix el mar. Té una àrea de captació d'1,510 quilòmetres quadrats.
El riu desaigua un km al nord de Negombo, i a la part final del seu trajecte se'l anomena tradicionalment riu Kaymel